# Charles Hutton
Charles Hutton (Newcastle upon Tyne, 14 agosto 1737 – Londra, 27 gennaio 1823) è stato un matematico inglese.
Fu professore di matematica alla Royal Military Academy (Woolwich) dal 1773 al 1807. Viene ricordato per il suo calcolo della densità della Terra a seguito delle osservazioni di Nevil Maskelyne a Schiehallion.

## Biografia
Era figlio di un sovrintendente minerario che morì quando egli era ancora molto giovane. Si sposò nel 1760 e cominciò ad insegnare su larga scala a Newcastle, dove tra i suoi alunni ebbe John Scott, primo conte di Eldon, più tardi Lord Eldon, che divenne Lord cancelliere di Inghilterra.
Nel 1764 pubblicò il suo primo lavoro,The Schoolmasters Guide, or a Complete System of Practical Arithmetic, che nel 1770 fu seguito dal suo Treatise on Mensuration both in Theory and Practice. Nel 1772 pubblicò The Principles of Bridges, un tema suggerito dalla distruzione del ponte di Newcastle ponte dopo un'alluvione nel novembre del 1771.
Nel 1773 lasciò Newcastle, a seguito della sua nomina a professore di matematica presso la Royal Military Academy di Woolwich. Nel 1774 fu eletto Fellow della Royal Society. Gli fu quindi chiesto dalla Society di effettuare i calcoli necessari per elaborare la massa e la densità della Terra dai risultati dell'esperimento dello Schiehallion; una serie di osservazioni dell'attrazione gravitazionale di una montagna nello Perthshire eseguita dall'Astronomo Reale, Nevil Maskelyne nel 1774-76. Il lavoro di triangolazione affidato a Charles Hutton fu notevole. Per dare un senso a tutti i suoi dati, egli ebbe l'idea di interpolare una serie di linee a intervalli prestabiliti tra i suoi valori di misura, marcando i punti di uguale altezza: osservando la mappa così ottenuta, l'occhio umano poteva avere un'idea della forma tridimensionale della montagna. Hutton aveva inventato le isocline, oggi in uso comune in cartografia. I risultati di Hutton apparvero nel Philosophical Transactions della società nel 1778, e successivamente furono ristampati nel secondo volume di scritti di Hutton sui soggetti matematici e filosofici. Il suo lavoro sulla questione gli procurò il grado di Doctor of Laws presso l'Università di Edimburgo. Divenne il ministro degli esteri della Royal Society nel 1779. Nel 1783 si dimise dalla società per tensioni con il presidente Sir Joseph Banks e altri matematici membri.
Si dimise infine dalla sua cattedra nel 1807, per motivi di salute, anche se continuò a prestare servizio come esaminatore principale della Royal Military Academy, e anche per la East India College ad Addiscombe per alcuni anni dopo il suo ritiro. Il Board of Ordance gli concesse una pensione di 500 sterline l'anno. Durante gli ultimi anni lavorò su nuove edizioni delle sue opere precedenti.
Morì il 27 gennaio 1823 e fu sepolto nella tomba di famiglia a Charlton, nel Kent.

## Opere
- Charles Hutton's (EN) Mathematical and Philosophical Dictionary
- Charles Hutton (EN) Tracts on Mathematical and Philosophical Subjects (F. & C. Rivington, London, 1812)
- Charles Hutton (EN) A Course of Mathematics For the Use of Academies (volume 1) (Campbell & sons, New York, 1825)
- Charles Hutton (EN) A Course of Mathematics For the Use of Academies... (volume 2) (Dean, New York, 1831)
- Charles Hutton (EN) A Treatise on Mensuration both in Theory and in practice (Newcastle Upon Tyne, 1770)
- Charles Hutton (EN) Mathematical tables (F. & C. Rivington, London, 1811)